# Przejściowy Punkt Kontrolny Rygałówka
Graniczna Placówka Kontrolna Narewka – pododdział Wojsk Ochrony Pogranicza pełniący służbę na przejściu granicznym ze Związkiem Radzieckim.

## Formowanie i zmiany organizacyjne
W październiku 1945 Naczelny Dowódca WP nakazywał sformować na granicy 51 przejściowych punktów kontrolnych.
Graniczna Placówka Kontrolna Rygałówka powstała w 1945 w strukturze 6 Oddziału Ochrony Pogranicza jako drogowy przejściowy punkt kontrolny.